# 坠落的审判
是2023年上映的法国犯罪悬疑片，由潔絲汀·楚特执导，特里叶与亚瑟·哈拉里编剧，桑德拉·惠勒主演。故事中一家人在偏远山区生活，父亲死亡后母亲被指控，儿子在审判中对父母关系进行真正剖析。电影于2023年5月21日在第76屆坎城影展首映，参与酷兒金棕櫚獎竞逐，最终获得金棕榈奖和狗狗金棕榈奖。定于2023年8月23日在法国公映，由Le Pacte发行。電影獲得好評如潮，導演、編劇、角色刻畫，演員表現尤其獲得讚揚，本片還在第96屆奧斯卡金像獎贏得奧斯卡最佳原創劇本獎。

## 剧情梗概
丈夫在雪天离奇身亡后，德国作家桑德拉遭到逮捕，她必须在法庭上证明自己的清白。

## 演员
- 桑德拉·惠勒 饰 桑德拉（Sandra）[2]
- 斯万·阿劳德（英语：Swann Arlaud） 饰 文森特（Vincent）[5]
- 米洛·马查多-格拉内（Milo Machado-Graner）饰 丹尼尔（Daniel）[5]
- 安托万·赖纳茨（英语：Antoine Reinartz） 饰 檢控官[5]
- 塞缪尔·泰斯（英语：Samuel Theis） 饰 塞缪尔（Samuel）[5]
- 珍妮·贝丝（英语：Jehnny Beth） 饰 玛吉（Marge）[5]
- 莎迪娅·本太耶布（Saadia Bentaieb）饰 努尔（Nour）[5]
- 卡米尔·拉瑟福德（法语：Camille Rutherford） 饰 佐伊（Zoé）[5]
- 安妮·罗杰（Anne Rotger）饰 总裁[5]
- 索菲·菲利耶尔（英语：Sophie Fillières） 饰 莫妮卡（Monica）[5]

## 制作
2021年7月10日，《综艺》杂志报道佩利亚斯影业和皮埃尔影业将联合制作潔絲汀·楚特导演的第四部电影《坠落的审判》，由特里叶和亚瑟·哈拉里编剧。影片被认为是一部“采用希区柯克式程序的惊悚片”，是特里叶继《寂寞診療室》后二度携手桑德拉·惠勒。
主体拍摄于2022年2月底启动，同年5月13日杀青。电影主要在奥弗涅-罗讷-阿尔卑斯大区取景，包括萨瓦省的莫里耶讷和比利亚伦贝尔，以及伊泽尔省的蒙博诺-圣马丹和格勒诺布尔，此外也在滨海夏朗德省和巴黎拍摄。

## 发行
电影于2023年5月21日在第76屆坎城影展首映，同年8月23日由Le Pacte在法国剧院发行，北美地区发行权则由Neon购得。

## 反响

### 专业评价
电影在爛番茄上获得100%的全鲜度（280条评论），平均得分8.1/10。Metacritic打出88/100的平均分（10条评论），表示“普遍好评”。

### 奖项
其他獎項請見《坠落的审判》獲獎與提名列表。
| 大奖         | 颁奖日期      | 奖项         | 获得者         | 结果 | 参考   |
| ------------ | ------------- | ------------ | -------------- | ---- | ------ |
| 戛纳电影节   | 2023年5月27日 | 金棕榈奖     | 潔絲汀·楚特    | 獲獎 | [ 14 ] |
| 戛纳电影节   | 2023年5月26日 | 酷兒金棕櫚獎 | 潔絲汀·楚特    | 提名 | [ 15 ] |
| 戛纳电影节   | 2023年5月26日 | 狗狗金棕榈奖 | Messi          | 獲獎 | [ 16 ] |
| 奧斯卡金像獎 | 2024年3月10日 | 最佳影片     | 《墜落的審判》 | 提名 |        |
| 奧斯卡金像獎 | 2024年3月10日 | 最佳导演     | 潔絲汀·楚特    | 提名 |        |
| 奧斯卡金像獎 | 2024年3月10日 | 最佳女主角   | 桑德拉·惠勒    | 提名 |        |
| 奧斯卡金像獎 | 2024年3月10日 | 最佳原创剧本 | 《墜落的審判》 | 獲獎 |        |
| 奧斯卡金像獎 | 2024年3月10日 | 最佳影片剪辑 | 洛朗·西內夏爾  | 提名 |        |